# Opalanki
Opalanki – wieś w Polsce położona w województwie łódzkim, w powiecie zgierskim, w gminie Ozorków.
W latach 1975–1998 miejscowość administracyjnie należała do ówczesnego województwa łódzkiego.
Miejscowość wchodzi w skład sołectwa Cedrowice.